# Paltophorus testaceus
Paltophorus testaceus är en mångfotingart som beskrevs av Carl Graf Attems 1952. Paltophorus testaceus ingår i släktet Paltophorus och familjen Chelodesmidae. Inga underarter finns listade i Catalogue of Life.